# Kampen för lyckan
Kampen för lyckan är ett dubbeldrama i nio akter av Anne Charlotte Leffler och Sonja Kovalevski, utgivet på Hæggströms boktryckeri och bokförlags AB 1887.
Två olika manus av pjäsen finns bevarade i Kungliga biblioteket i Stockholm.

## Om pjäsen
Kampen för lyckan började skrivas i februari 1887. Idén att skriva ett drama tillsammans stod Kovalevski för och hon låg även bakom tanken att det skulle vara ett dubbeldrama. Den första delen skulle skildra hur det var och den andra hur det kunde ha varit. Leffler ansåg idén genialisk och kallade arbetet för ett "jätteverk". Kovalevski stod för pjäsens idéinnehåll medan Leffler komponerade replikerna. Som en följd av arbetet med Kampen för lyckan kom Leffler att lägga sitt romanprojekt Utomkring äktenskapet åt sidan för att aldrig uppta det.
Samarbetet mellan de båda författarna gick till en början smärtfritt, men i mars 1887 började Leffler anse Kovalevski som alltför närgången, vilket gjorde att Leffler förbjöd henne tillträde till sitt arbetsrum till dess att pjäsen var färdigskriven.
I början av december 1887 utkom Kampen för lyckan i bokform. Kring nyår refuserades pjäsen av Kungliga Dramatiska Teatern i Stockholm.

## Handling
Kampen för lyckan
Baron Gyllenhjelms dotter är förälskad i den unge ingenjören Karl, men fadern vill att hon ska gifta sig med sin kusin Hjalmar. Så blir också fallet och de båda kommer att leva i ett olyckligt äktenskap. Hjalmar tar senare livet av sig. Mot slutet av dramat förstår Alice och Karl att de kastat bort sina liv när de inte följt sin kärlek och gift sig med varandra.
Hur det kunde varit
I dramats andra del skiljer sig Alice från Hjalmar och gifter sig i stället med Karl.

## Mottagande
Kampen för lyckan möttes av omfattande kritik när den gavs ut. Den konservative kritikern Carl David af Wirsén kritiserade dramat för att ha en haltande grundstruktur och att handlingen inte började på samma punkt i de båda dramerna. En liknande kritik framfördes i Stockholms Dagblad, där recensenten även ansåg att karaktärerna inte var övertygande. Även Ny Illustrerad Tidnings recensent Hellen Lindgren hade synpunkter på karaktärerna, som han ansåg var alltför mekaniska. Den i särklass mest positiva recensionen publicerades i Sydsvenska Dagbladet.
Författarna fick kritik för att de använde en reformerad stavningsform i verket. Även dubbeldramat som litterär form bemöttes avogt då det ansågs vara alltför experimentellt.

### Fotnoter
1. 1 2 3  ”Kampen för lyckan”. Dramawebben. Arkiverad från originalet den 11 augusti 2010. https://web.archive.org/web/20100811230058/http://www.dramawebben.se/pjas/kampen-lyckan-hur-det-kunde-varit-0. Läst 3 december 2012.
2. ↑  ”Kampen för lyckan”. Kungliga biblioteket. http://libris.kb.se/hitlist?d=libris&q=Leffler+Kampen+f%C3%B6r+lyckan&f=simp&spell=true&hist=true&p=1. Läst 3 december 2012.
3. ↑  ”Anne Charlotte Lefflers papper”. Arken. Kungliga Biblioteket. Arkiverad från originalet den 4 juli 2019. https://web.archive.org/web/20190704203143/https://arken.kb.se/SE-S-HS-L4. Läst 3 december 2012.
4. ↑  Lauritzen 2012, s. 391-392
5. ↑  Lauritzen 2012, s. 393-395
6. 1 2 3  Lauritzen 2012, s. 413-417